# Miss International 2000
Miss International 2000, quarantesima edizione di Miss International, si è tenuta presso il Koseinenkin Hall di Tokyo il 4 ottobre 2000. La venezuelana Vivian Urdaneta è stata incoronata Miss International 2000.

## Risultati

### Piazzamenti
| Risultato finale        | Concorrente |
| ----------------------- | --- |
| Miss International 2000 | - Venezuela - Vivian Urdaneta |
| 2ª classificata         | - Corea del Sud - Sohn Tae-Young |
| 3ª classificata         | - Russia - Svetlana Goreva |
| Semifinaliste           | - Canada - Angeliki Lakouras - Colombia - Carolina Cruz Osorio - Finlandia - Kati Nirkko - Giappone - Kanako Shibata - India - Gayatri Joshi - Messico - Leticia Murray - Rep. Ceca - Markéta Svobodná - Slovacchia - Michaela Strahlová - Svezia - Gabrielle Elisabeth Heinerbörg - Tunisia - Ismahero Lahmar - Turchia - Hulya Karanlik - Ucraina - Yana Anatoliyivna Razumovska |

### Riconoscimenti speciali
| Riconoscimento        | Concorrente                           |
| --------------------- | ------------------------------------- |
| Best National Costume | - Aruba - Carolina Francisca Albertsz |
| Miss Friendship       | - Germania - Doreen Adler             |
| Miss Photogenic       | - Corea del Sud - Sohn Tae-Young      |

## Concorrenti
- Argentina - Natalia Cecilia Dalla Costa
- Aruba - Carolina Fransisca Albertsz
- Bolivia - Catherine Villarroel Márquez
- Brasile - Maria Fernanda Schneider Schiavo
- Canada - Angeliki Lakouras
- Cipro - Niki Violari
- Colombia - Carolina Cruz Osorio
- Corea del Sud - Sohn Tae-Young
- Croazia - Ana Gruica
- Curaçao - Roselle Angèle Augusta
- Egitto - Hagar Ahmed El Taher
- Filippine - Joanna Maria Mijares Peñaloza
- Finlandia - Kati Hannele Nirkko
- Francia - Tatiana Micheline Bouguer
- Germania - Doreen Adler
- Giappone - Kanako Shibata
- Grecia - Dimitra Kitsiou
- Guam - Liza Marie Leolini Camacho
- Guatemala - Yazmin Alicia Di Maio Bocca
- Hawaii - Carly Makanani Ah Sing
- Honduras - Alba Marcela Rubí Castellón
- Hong Kong - Edith Ho Wai Wong
- India - Gayatri Anilkumar Joshi
- Islanda - Anna Lilja Björnsdóttir
- Israele - Dana Farkash
- Libano - Sahar Mahmoud Al-Ghazzawi
- Macedonia - Sanja Nikolik
- Malaysia - Aida Stannis Kazum
- Malta - Dominique Desira
- Messico - Leticia “Letty” Judith Murray Acedo
- Moldavia - Elena Andrej Ungureanu
- Nepal - Uma Bogati
- Nicaragua - Marynés Argüello César
- Norvegia - Frida Agnethe Jonson
- Palau - Eloisa Dilbodel Senior
- Panama - Cristina Marie Sousa Broce
- Polonia - Emilia Ewelina Raszyńska
- Porto Rico - Rosiveliz Díaz Rodríguez
- Portogallo - Tânia Isabel Campanacho Ferreira
- Rep. Ceca - Markéta Svobodná
- Russia - Svetlana Victorovna Goreva
- San Marino - Chiara Valentini
- Singapore - Lorraine Mann Loo Koo
- Slovacchia - Michaela Strählová
- Spagna - Raquel González Rovira
- Stati Uniti - Kirstin Anne Cook
- Sudafrica - Irmari Steyl
- Svezia - Gabrielle Elisabeth Heinerbörg
- Tahiti - Hinarai Leboucher
- Taiwan - Hsin-Ting Chiang
- Thailandia - Phongkajorn Sareeyawat
- Togo - Pamela Agnele Gunn
- Tunisia - Ismahero Lahmar
- Turchia - Hulya Karanlik
- Ucraina - Yana Anatoliyivna Razumovska
- Venezuela - Vivian Inés Urdaneta Rincón